# (306) Unitas
(306) Unitas est un astéroïde de la ceinture principale découvert par Elia Millosevich le 1er mars 1891.

## Nom
L'objet a été nommé d'après Unità delle forze fisiche, un livre de Angelo Secchi et
l'unité de l'Italie.